# Ясеновская волость (Богучарский уезд)
Ясеновская волость — историческая административно-территориальная единица Богучарского уезда Воронежской губернии с центром в слободе Ясеновка.
Образована в начале ХХ века выделением из Руднянской волости.
В 1915 году волостным урядником был Алексей Егорович Шушпанов, старшиной — Василий Яковлевич Сидоренко, волостным писарем — Александр Максимович Резников.